# 피터 무타리카
아서 피터 무타리카(영어: Arthur Peter Mutharika, 1940년 7월 18일~)는 말라위의 정치인, 교육자, 변호사로서 2014년부터 2020년까지 말라위의 대통령을 지냈다. 무타리카는 국제 정의 분야에서 전 세계적으로 활동해왔다. 그는 국제경제법, 국제법, 비교헌법의 전문가다. 그는 선거 운동 시작부터 2012년 4월 5일 대통령이 사망할 때까지 비공식적으로 그의 형인 빙구 와 무타리카 대통령의 외교 및 국내 정책 문제에 대해 고문으로 일했다.
법무부 장관, 후일 교육과학기술부 장관 등의 직책을 겸직하기도 했다. 무타리카는 2011년부터 2012년까지 외무부 장관을 역임하기도 했다. 그는 코크란다이엇 논란 이후 양국간의 공공외교 악화로 말라위와 영국의 관계를 연결하는 데 도움을 준 혐의로 기소되었다. 민주진보당 후보로 나선 피터 무타리카는 2014년 선거에서 말라위 대통령으로 당선됐다.

## 정치 생활
그는 말라위에 있는 민주진보당의 대통령이다. 2009년 5월 말라위 의회에 선출되었고, 이후 형인 빙구 와 무타리카에 의해 법무·헌법부 장관에 임명되었다. 그 후 그는 교육과학기술부 장관이 되었고, 2011년 9월 8일 현재 그는 새로운 "전쟁 내각"의 외무부 장관이었다.

## 역대 선거 결과
| 선거명      | 직책명          | 대수 | 정당       | 득표율 | 득표수      | 결과 | 당락 |
| ----------- | --------------- | ---- | ---------- | ------ | ----------- | ---- | ---- |
| 2014년 선거 | 말라위의 대통령 | 5대  | 민주진보당 | 36.42% | 1,904,399표 | 1위  |      |
| 2019년 선거 | 말라위의 대통령 | 5대  | 민주진보당 | 38.57% | 1,940,709표 | 1위  |      |
| 2020년 선거 | 말라위의 대통령 | 6대  | 민주진보당 | 39.92% | 1,751,877표 | 2위  | 낙선 |